# Билборд (списание)
 Тази статия е за списанието Билборд.  За рекламното съоръжение вижте билборд.  
„Билборд“ (Billboard) е седмично американско списание. То е най-значимото списание в САЩ, посветено на музикалната индустрия. Създадено е през 1894 г.
Списанието „Билборд“ публикува официални класации за продажбата на американски музикални албуми (Билборд 200), сингли (Билборд Хот 100) и други списъци с музикални хитове за различни музикални жанрове, като Ритъм енд Блус, хип-хоп, кънтри и латиноамериканска музика.